# Batillaria zonalis
Batillaria zonalis är en snäckart som först beskrevs av Bruguiere 1792.  Batillaria zonalis ingår i släktet Batillaria och familjen Batillariidae. Inga underarter finns listade i Catalogue of Life.